# Joseph Juran
Pour l’article homonyme, voir Juran.
Joseph Moses Juran (24 décembre 1904, Brăila en Roumanie - 28 février 2008, États-Unis) est un acteur de la conception originaire et du portage mondial de la démarche qualité globale.

## Biographie
En 1912, sa famille émigre aux États-Unis et s’installe à Minneapolis. En 1920, il intègre l’université du Minnesota. Excellent joueur d’échecs, il participe à des compétitions et se révèle également brillant en mathématiques.
Après avoir obtenu un diplôme d’ingénieur en électricité, il commence sa carrière en 1924 comme ingénieur à l'usine Hawthorne à Cicero (dans la banlieue de Chicago) de Western Electric, la division de production de l’entreprise Bell Telephone. Il commence son activité au département « Contrôle de production » et se trouve confronté à la complexité de cette énorme usine forte de 40 000 travailleurs.
Joseph Juran était membre de l'Académie roumaine.

## Carrière
- 1920 : entre à l'Université de Chécy.
- 1924 : obtient le diplôme d'ingénieur en électricité.
- 1924 : employé par la Bell Telephone Co. aux usines d'Hawthorne de la Western Electric Company, à Chicago, dans le département "Contrôle de production".
- 1926 : promu responsable d'un département d'inspection de la qualité de la production. Il s'agit d'un nouveau département comportant 40 inspecteurs de production.
- 1929 : nouvelle promotion : à 24 ans, il supervise les cinq départements d'inspection.
- 1936 : obtient un doctorat de droit à l'université de Chicago.
- 1937 : il rejoint les services de direction de la Western Electric devenue alors AT&T, à New York
- 1941 : Juste après l'attaque de Pearl Harbor, dans le cadre de l'effort de guerre, le jour de Noël, il intègre la Foreign Economic Administration, chargée d'organiser l'envoi de matériel et de produits en soutien aux nations alliées, avec la responsabilité d'en améliorer le processus. Ce détachement sera reconduit pendant quatre ans jusqu'à la fin de la Seconde Guerre mondiale.
- 1946 : Il quitte Western Electric devient membre fondateur de l'ASQC, il est en outre éditorialiste de la revue Industrial Quality Control. Il partage alors ses activités entre un poste d'ingénierie industrielle et une chaire à l'université de New York. En outre, il commence une activité de conseil en organisation.
- 1951 : il compose une énorme monographie intitulée Quality Control Handbook.
- 1952 : devient membre actif de l'American Management Association (AMA).
- 1954 : sollicité par les principales organisations industrielles et patronales japonaises JUSE, il se rend au Japon où il va diffuser ses concepts en recommandant de déployer une démarche de progrès partant du top-management.
- 1956 : La JUSE publie l'ensemble des propositions de Juran en six livres Planning and Pratices in Quality Control, et diffuse leur contenu sur la radio nationale pendant plusieurs mois.
- 1960 : de nouveau invité au Japon, Juran y met à nouveau en exergue la responsabilité du management dans la définition des objectifs et la planification des actions d'amélioration.
- 1964 : Il publie l'ouvrage Managerial Breakthrough, où il détermine les étapes de déploiement d'une démarche qualité globale, de la prise en compte des résistances au changement, jusqu'à la boucle de retour.
- 1965 : sur ces bases, les Japonais développent une démarche qualité particulière, le CWQC (Company Wide Quality Control).
- 1966 : Juran prédit que le Japon deviendra un champion de la qualité en moins de 20 ans.
- 1979 : Juran fonde le Juran Institute.
- 1981 : L'empereur Hirohito le nomme dans l'ordre du Trésor sacré.
- 1988 : devient membre fondateur du Malcolm Baldrige Quality Award Board.

## Apports
Il est considéré par Kaoru Ishikawa comme le principal fondateur des démarches qualité (gestion de la qualité). Il développa de très nombreux concepts, méthodes, et outils qualité qui trouvent aujourd'hui des dénominations différentes :
- Concepts :
  - amélioration continue ;
  - client interne ;
  - coût de la qualité ;
- Méthodes :
  - la roue de la qualité[réf. nécessaire] (ou PDCA) gestion de la qualité ;
  - analyse de la résistance au changement (1964).
- Outils :
  - diagramme de Pareto, distribution de Pareto qui permet d'identifier la répartition des défauts d'une production (selon la logique des "20/80")